# Élections constituantes de 1945 dans le Tarn
Les élections constituantes françaises de 1945 se déroulent le 21 octobre.

## Mode de scrutin
Les députés sont élus selon le système de représentation proportionnelle suivant la règle de la plus forte moyenne dans le département, sans panachage ni vote préférentiel. Il y a 586 sièges à pourvoir.
Dans le département du Tarn, quatre députés sont à élire.

## Élus
Les quatre députés élus sont : 
| Identité              | Parti | Parti |
| --------------------- | ----- | ----- |
| François Reille-Soult |       | MRP   |
| Clément Taillade      |       | MRP   |
| Salomon Grumbach      |       | SFIO  |
| Roger Garaudy         |       | PCF   |

## Résultats

### Résultats à l'échelle du département
| Parti          | Parti                                            | Tête de liste         | Résultats | Résultats | Sièges | Sièges |
| Parti          | Parti                                            | Tête de liste         | Voix      | %         |        |        |
| -------------- | ------------------------------------------------ | --------------------- | --------- | --------- | ------ | ------ |
|                | Mouvement républicain populaire                  | François Reille-Soult | 57 252    | 39,10     | 2      |        |
|                | Section française de l'Internationale ouvrière   | Salomon Grumbach      | 37 914    | 25,89     | 1      |        |
|                | Parti communiste français                        | Roger Garaudy         | 37 405    | 25,54     | 1      |        |
|                | Parti républicain, radical et radical-socialiste | Jacques Kayser        | 13 872    | 9,47      | -      |        |
|                |                                                  |                       |           |           |        |        |
| Inscrits       | Inscrits                                         | Inscrits              | 195 080   |           | 4      |        |
| Votants        | Votants                                          | Votants               | 151 182   | 77,50     |        |        |
| Blancs et nuls | Blancs et nuls                                   | Blancs et nuls        | 4 739     | 3,03      |        |        |
| Exprimés       | Exprimés                                         | Exprimés              | 146 443   | 96,97     |        |        |